# Xanthopiodus angulicollis
Xanthopiodus angulicollis är en skalbaggsart som beskrevs av Leon Fairmaire 1897. Xanthopiodus angulicollis ingår i släktet Xanthopiodus och familjen långhorningar.
Artens utbredningsområde är Madagaskar. Inga underarter finns listade i Catalogue of Life.